# Chiridotea almyra
Chiridotea almyra är en kräftdjursart som beskrevs av Bowman 1955. Chiridotea almyra ingår i släktet Chiridotea och familjen Chaetiliidae. Inga underarter finns listade i Catalogue of Life.